# Liste der finnischen Botschafter in den Vereinigten Staaten

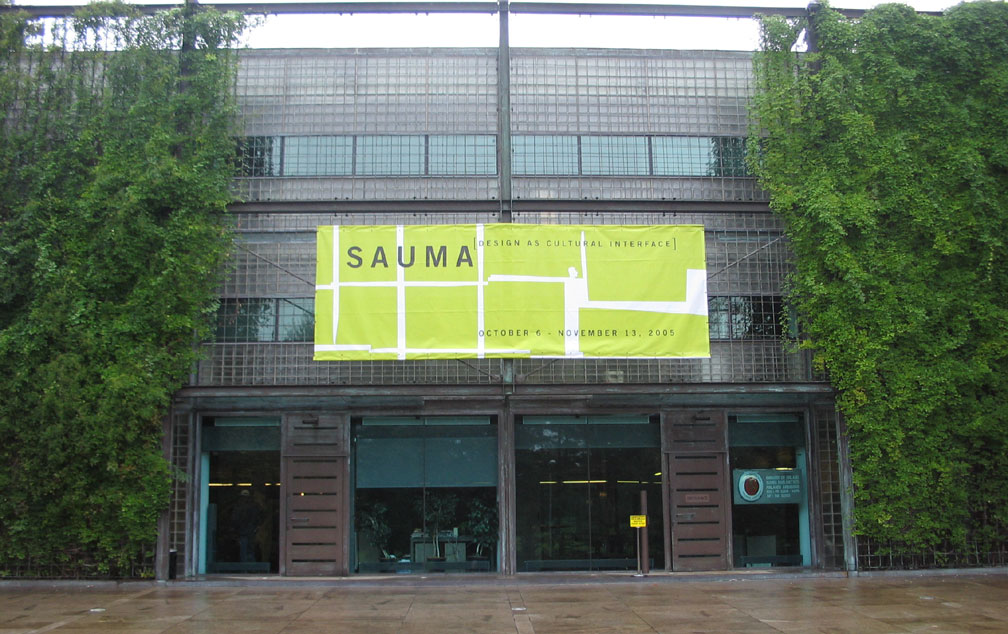
Finnische Botschaft, 3301 Massachusetts Avenue, Washington, D.C.

Liste der finnischen Botschafter in den Vereinigten Staaten.
| Ernennung Akkreditierung | Name                       | Bemerkungen                                | ernannt von                 | Akkreditierung während der Regierungszeit von | Posten verlassen |
| ------------------------ | -------------------------- | ------------------------------------------ | --------------------------- | --------------------------------------------- | ---------------- |
| 21. Aug. 1919            | Armas Saastamoinen         | [ 1 ]                                      | Kaarlo Juho Ståhlberg       | Woodrow Wilson                                | 17. Feb. 1922    |
| 17. Feb. 1922            | Axel Leonard Åström        |                                            | Kaarlo Juho Ståhlberg       | Warren G. Harding                             | 1. Jan. 1935     |
| 1. Jan. 1935             | Sigurd Valdemar von Numers | Geschäftsträger (1903–1983)                | Pehr Evind Svinhufvud       | Franklin D. Roosevelt                         | 18. Jan. 1935    |
| 18. Jan. 1935            | Eero Järnefelt             |                                            | Pehr Evind Svinhufvud       | Franklin D. Roosevelt                         | 22. März 1939    |
| 22. März 1939            | Hjalmar Procopé            |                                            | Kyösti Kallio               | Franklin D. Roosevelt                         | 19. Juni 1944    |
| 19. Juni 1944            | Alexander Thesleff         | Geschäftsträger                            | Carl Gustaf Emil Mannerheim | Franklin D. Roosevelt                         | 30. Juni 1944    |
| 21. Nov. 1945            | Kalle Jutila               |                                            | Carl Gustaf Emil Mannerheim | Harry S. Truman                               | 16. Juni 1950    |
| 16. Juni 1950            | Otso Wartiovaara           | Geschäftsträger                            | Juho Kusti Paasikivi        | Harry S. Truman                               | 14. Aug. 1950    |
| 14. Aug. 1950            | Kalle Jutila               |                                            | Juho Kusti Paasikivi        | Harry S. Truman                               | 20. Juni 1951    |
| 20. Juni 1951            | Johan Nykopp               | ab 26. Januar 1955 Botschafter             | Juho Kusti Paasikivi        | Harry S. Truman                               | 8. Okt. 1958     |
| 8. Okt. 1958             | Richard R. Seppälä         |                                            | Urho Kekkonen               | Dwight D. Eisenhower                          | 24. Feb. 1965    |
| 24. Feb. 1965            | Olavi Munkki               |                                            | Urho Kekkonen               | Lyndon B. Johnson                             | 7. Sep. 1972     |
| 7. Sep. 1972             | Leo Tuominen               |                                            | Urho Kekkonen               | Richard Nixon                                 | 22. Nov. 1977    |
| 22. Nov. 1977            | Jaakko lloniemi            |                                            | Urho Kekkonen               | Jimmy Carter                                  | 30. Apr. 1983    |
| 30. Apr. 1983            | Pasi Rutanen               | Geschäftsträger                            | Mauno Koivisto              | Ronald Reagan                                 | 16. Juni 1983    |
| 16. Juni 1983            | Richard Müller             |                                            | Mauno Koivisto              | Ronald Reagan                                 | 11. März 1986    |
| 11. März 1986            | Paavo Rantanen             |                                            | Mauno Koivisto              | Ronald Reagan                                 | 9. Nov. 1988     |
| 9. Nov. 1988             | Jukka Valtasaari           |                                            | Mauno Koivisto              | Ronald Reagan                                 | 30. März 1996    |
| 30. Apr. 1996            | Jaakko Laajava             | 30. April 1996 zum Botschafter aufgewertet | Martti Ahtisaari            | Bill Clinton                                  |                  |
| 30. Okt. 2001            | Jukka Robert Valtasaari    | [ 3 ]                                      | Martti Ahtisaari            | George W. Bush                                | 10. Jan. 2006    |
| 10. Jan. 2006            | Pekka Lintu                |                                            | Martti Ahtisaari            | George W. Bush                                |                  |